# Pięciolatka

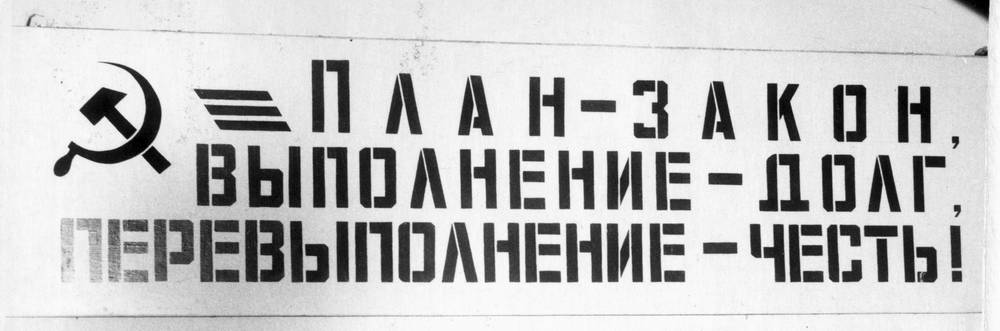
Plan jest prawem, wykonanie jest obowiązkiem, przekroczenie jest honorem – twierdzi slogan

Pięciolatka, pięcioletni plan rozwoju gospodarki narodowej (ros. пятилетка, пятилетний план развития народного хозяйства) – nazwa planów gospodarczych ZSRR począwszy od roku 1928.
Pierwsza pięciolatka (1928–1932) miała na celu zlikwidowanie własności prywatnej (kładąc kres polityce NEP-u) oraz rozwój przemysłu ciężkiego i rolniczego. O ile – według władz radzieckich – powiódł się plan rozwoju przemysłu ciężkiego, to skutkiem kolektywizacji była klęska głodu.
Druga pięciolatka (1932–1937) miała podnieść konsumpcję oraz całkowicie zlikwidować kapitalizm i podział klasowy. Nacisk skierowano na rozwój rolnictwa (w tym jego całkowitą mechanizację) i przemysłu lekkiego. Hasłem przewodnim była praca na rzecz wzrostu konsumpcji, czyli poprawę stopy życiowej. Na przykład produkcja traktorów miała wzrosnąć do wartości 170 tys. traktorów rocznie, wskutek czego wydajność wsi niezmechanizowanych miała wzrosnąć o 60%, zyski z eksportu miały być przeznaczone na świadczenia socjalne.
Kolejne plany rozwoju pięcioletniego:
- trzecia pięciolatka (1938–1942), przerwana wybuchem II wojny światowej;
- czwarta pięciolatka (1946–1950);
- piąta pięciolatka (1951–1955);
- szósta pięciolatka (1956–1960), w jej trakcie wprowadzono plan siedmioletni (1959–1965) zamiast siódmej pięciolatki;
- ósma pięciolatka (1966–1970);
- dziewiąta pięciolatka (1971–1975);
- dziesiąta pięciolatka (1976–1980);
- jedenasta pięciolatka (1981–1985);
- dwunasta pięciolatka (1986–1990).

Trzynasta pięciolatka, planowana na lata 1991–1996, nie została zrealizowana ze względu na rozpad Związku Radzieckiego.